# Rena
Rena es un municipio y localidad española de la provincia de Badajoz, en la comunidad autónoma de Extremadura. El término municipal tiene una población de 613 habitantes (INE 2024).

## Situación
Integrado en la comarca de Vegas Altas, se sitúa a 116 kilómetros de Badajoz. El término municipal está atravesado por la carretera nacional N-430 en el pK 111 y por carreteras locales que conectan con Villanueva de la Serena, Don Benito y Villar de Rena. El relieve del municipio está definido por la llanura que forman los valles de los ríos Ruecas, Gargáligas y Alcollarín (los dos últimos desembocan en el primero en el territorio municipal) y por la sierra de Rena, que se eleva por el sector noroccidental hasta los 384 m. La altitud oscila entre los 384 m al norte (Cerro de la Horca) y los 250 m a orillas del río Ruecas. El pueblo se alza a 254 m sobre el nivel del mar.
| Noroeste: Villar de Rena | Norte: Villar de Rena | Noreste: Villar de Rena          |
| Oeste: Don Benito        |                       | Este: Don Benito (exclave)       |
| Suroeste: Don Benito     | Sur: Don Benito       | Sureste: Villanueva de la Serena |

## Historia
A la caída del Antiguo Régimen la localidad se constituye en municipio constitucional en la región de Extremadura. Desde 1834 quedó integrado en el partido judicial de Don Benito. En el censo de 1842 contaba con 40 hogares y 150 vecinos. La localidad aparece descrita en el decimotercer volumen del Diccionario geográfico-estadístico-histórico de España y sus posesiones de Ultramar de Pascual Madoz de la siguiente manera:

RENA: v. con avunt. en la prov. de Badajoz (17 leg.), part. jud. de Don Benito (2), aud. terr. de Cáceres (11), dióc. de Plasencia (21), c. g. de Estremadura. sit. á la falda de una sierra bastante elevada mirando al S.; es de clima cálido; reinan los vientos E. y O., y se padecen intermitentes. Tiene 30 casas; la de ayunt.; cárcel; igl. parr. (Ntra. Sra. de los Angeles) con curato de segundo ascenso y provision ordinaria, á la que es anejo el Villar de Rena, y en los afueras al N. el cementerio. Se surte de aguas potables en una fuente á las inmediaciones, tan abundante, que siempre está en un mismo ser, cuyos sobrantes se recogen en una charca pequeña. Confina el term. por N. con el del Villar de Rena, y por los demas puntos con el de Don Benito, á dist. de 1/2 leg. próximamente, y comprende 120 fan. roturadas, distribuidas á los vec., y una deh. boyal y los montes vivares poblados de encina. Le bañan el r. Alcollarin, á 260 varas del pueblo; el Ruecas a doble dist., y el Gargaliga á 200 varas, todos 3 bastante abundantes en invierno, y si se reúnen, como sucede en algunas avenidas, ocupan casi la mitad de la jurisd., pero se secan en el verano. El terreno es llano, escepto la sierra que domina al pueblo y otro cerro llamado del Polvillo, contiguo á la encomienda de Castilnovo. Los caminos vecinales, siendo el pueblo de carrera de Andalucía á las Castillas por camino de herradura. El correo se recibe en Miajadas por un hombre á pie cada 8 días. prod.: trigo, cebada, centeno, avena, garbanzos y uvas; se mantiene ganado de cerda, lanar y vacuno, y se cria caza menuda y pesca comun. pobl.: 40 vec., 150 alm. cap. prod.: 1.230,510 rs. imp.: 40.035. contr.: 5,639 rs. 10 mrs.
(Madoz, 1849, p. 411)

## Demografía
Rena cuenta con una población de 613 habitantes (INE 2024).
| Gráfica de evolución demográfica de Rena entre 1842 y 2021                                                            |
| |
| Población de derecho según los censos de población del INE. Población de hecho según los censos de población del INE. |

## Patrimonio

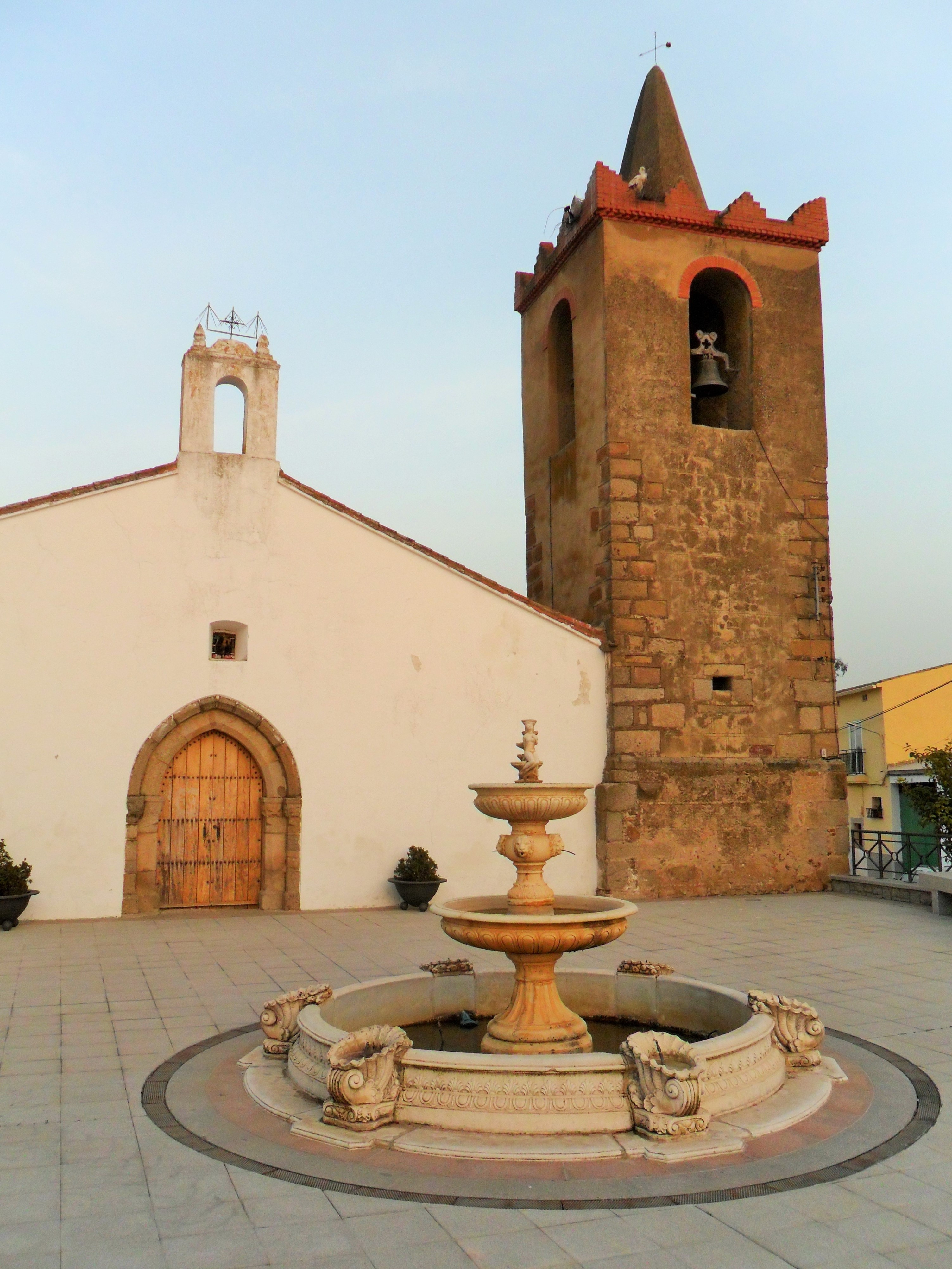
Iglesia parroquial de Nuestra Señora de los Ángeles

En la localidad hay una iglesia parroquial bajo la advocación de Nuestra Señora de los Ángeles. Pertenece eclesiásticamente a la Archidiócesis de Mérida-Badajoz, Diócesis de Plasencia, arciprestazgo de Miajadas.